# Julius Ottmer
Eduard Julius Otto Karl Ottmer (geboren 27. August 1846 in Braunschweig; gestorben 13. Mai 1886 ebenda) war ein deutscher Mineraloge und Geologe.

## Leben
Julius Ottmer war der einzige Sohn des Braunschweiger Rechtsanwaltes und Notars Heinrich Eduard Ottmer und dessen Ehefrau Marie Sophie Friederike, geborene Rohde. Der Architekt und braunschweigische Hofbaumeister Carl Theodor Ottmer war sein Onkel und der Bergrat Heinrich Carl Wilhelm Abich (1772–1844) sein Großonkel.
Er besuchte das Realgymnasium in Braunschweig und studierte nach dem Abitur 1863 an der mit Beginn des Wintersemesters 1862/63 von Collegium Carolinum in „Polytechnische Schule“ umbenannten Vorläufereinrichtung der Technischen Universität Braunschweig und ab 1865 an den Universitäten München, Göttingen und Berlin.
Am 23. März 1872 wurde er in Jena zum Dr. phil. promoviert und am 12. September 1872 wurde ihm an der Polytechnischen Schule in Braunschweig das Lehramt für Mineralogie und Geologie übertragen. Am 25. April 1874 wurde ihm der Titel Professor verliehen.
Ottmer war seit 1868 Mitglied des Vereins für Naturwissenschaften in Braunschweig und wurde am 5. Juni 1883 in der Sektion Mineralogie, Kristallographie und Petrologie als Mitglied (Matrikel-Nr. 2392) in die Deutsche Akademie der Naturforscher Leopoldina aufgenommen. Für seine Verdienste wurde ihm das Ritterkreuz vom Orden Heinrichs des Löwen verliehen.
Julius Ottmer war seit 14. März 1884 mit seiner Frau Elly, geborene Brügelmann, verheiratet. Er wurde auf dem Magnifriedhof in Braunschweig beigesetzt. Seine Familie schenkte seine naturwissenschaftliche Sammlung der Technischen Hochschule Braunschweig.
Sein Lehramtsnachfolger wurde Johan Herman Kloos.